# Janowice Wielkie (plaats)
Janowice Wielkie (Duits: Jannowitz) is een dorp in de Poolse woiwodschap Neder-Silezië. De plaats maakt deel uit van de gemeente Janowice Wielkie en telt 2100 inwoners.

## Verkeer en vervoer
- Station Janowice Wielkie

## Fotogalerij

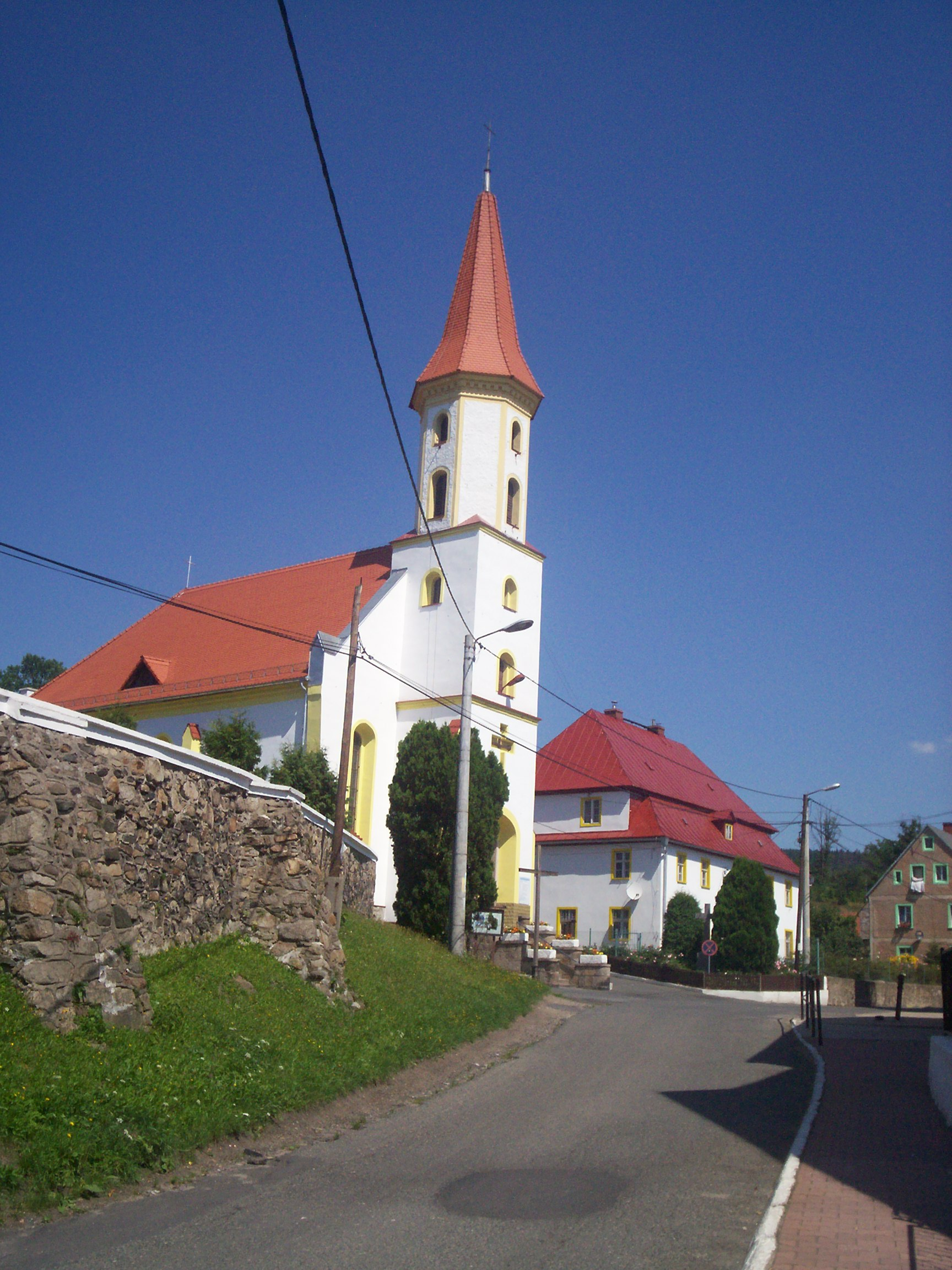
Kerk van Christus de Koning
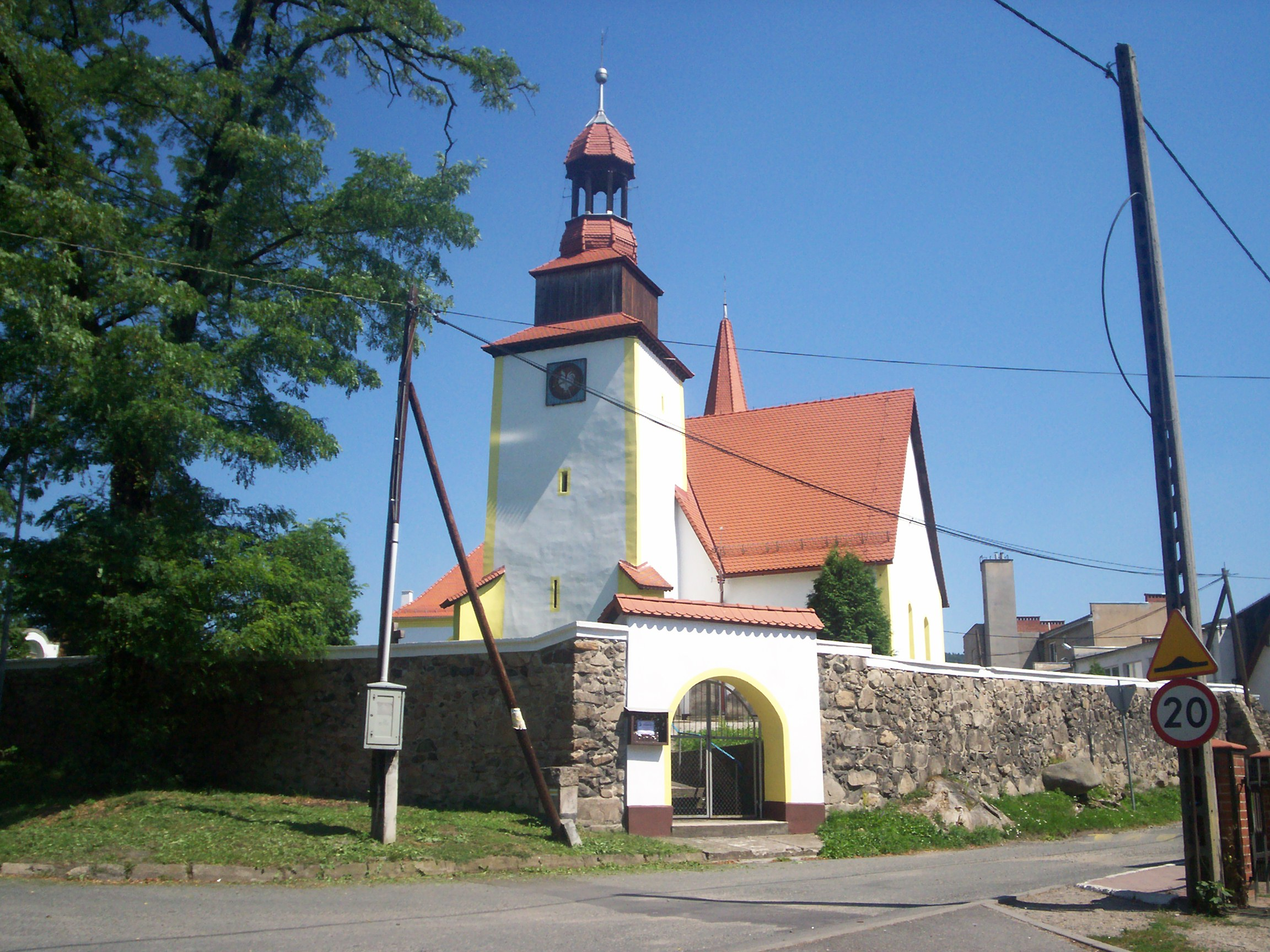
Kerk van de Hemelvaart van de Heilige Maagd Maria
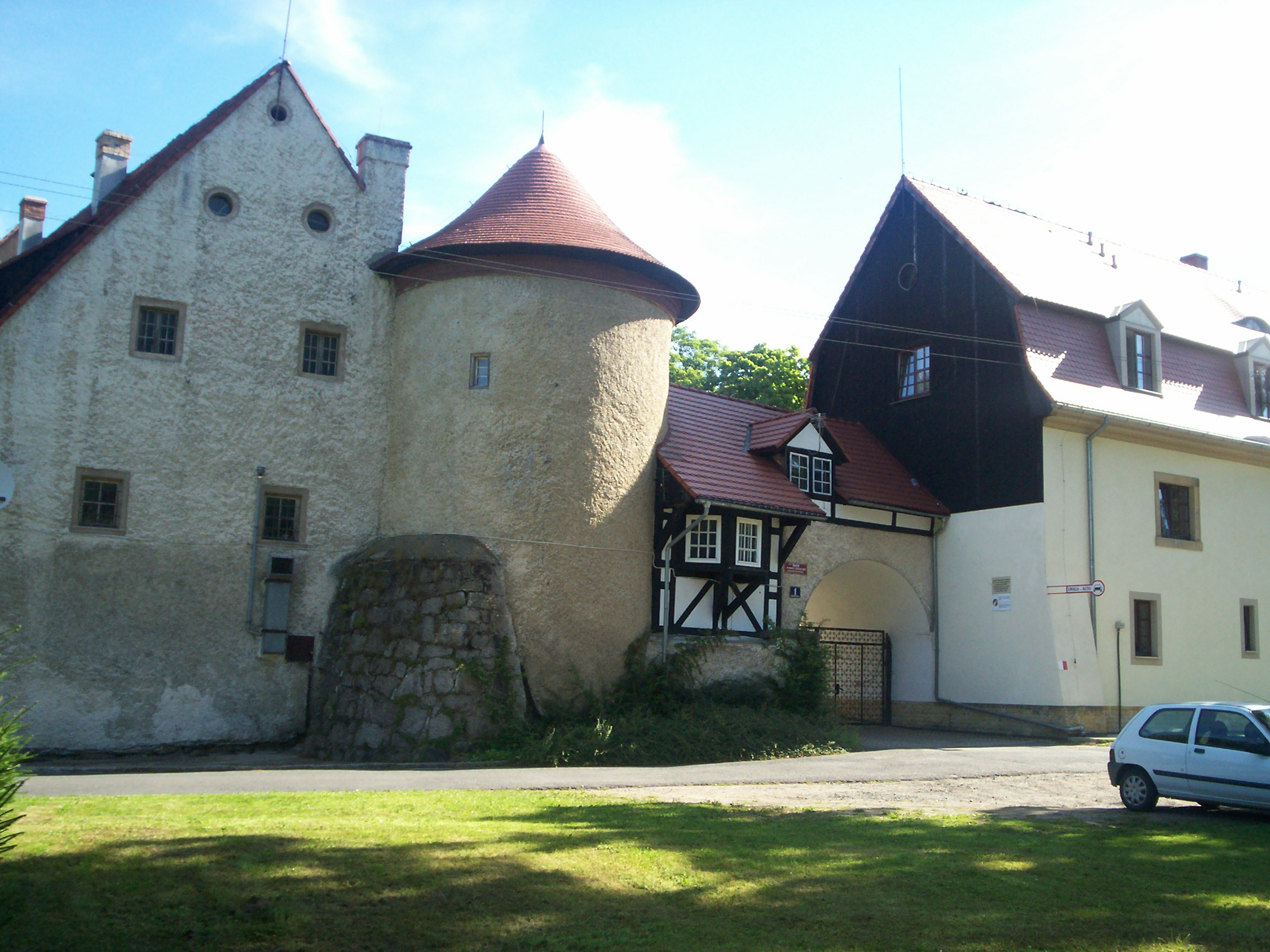
Voormalig herenhuis Schaffgotsch, nu Social Welfare Home
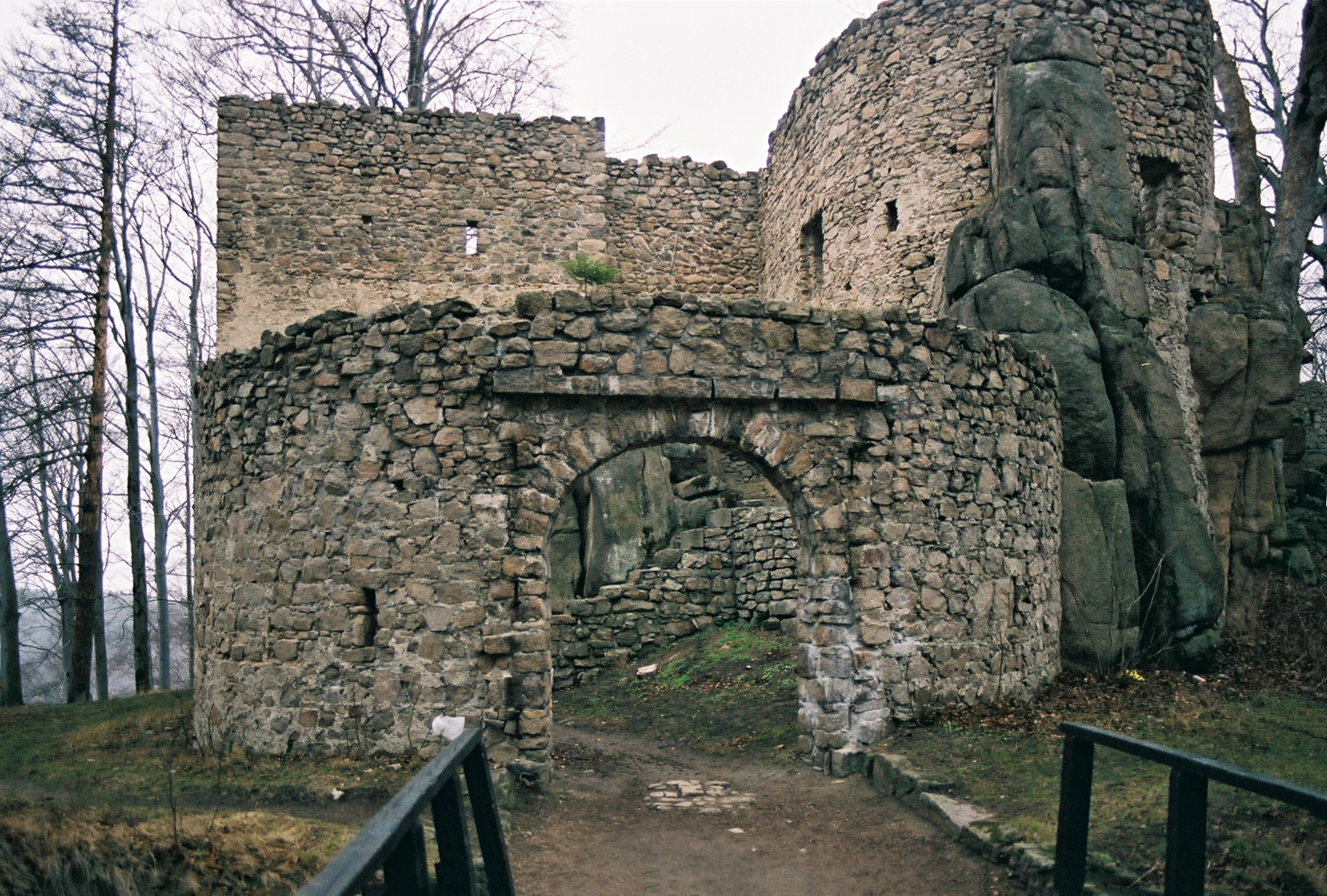
De ruïnes van de veertiende-eeuwse Kasteel Bolczów
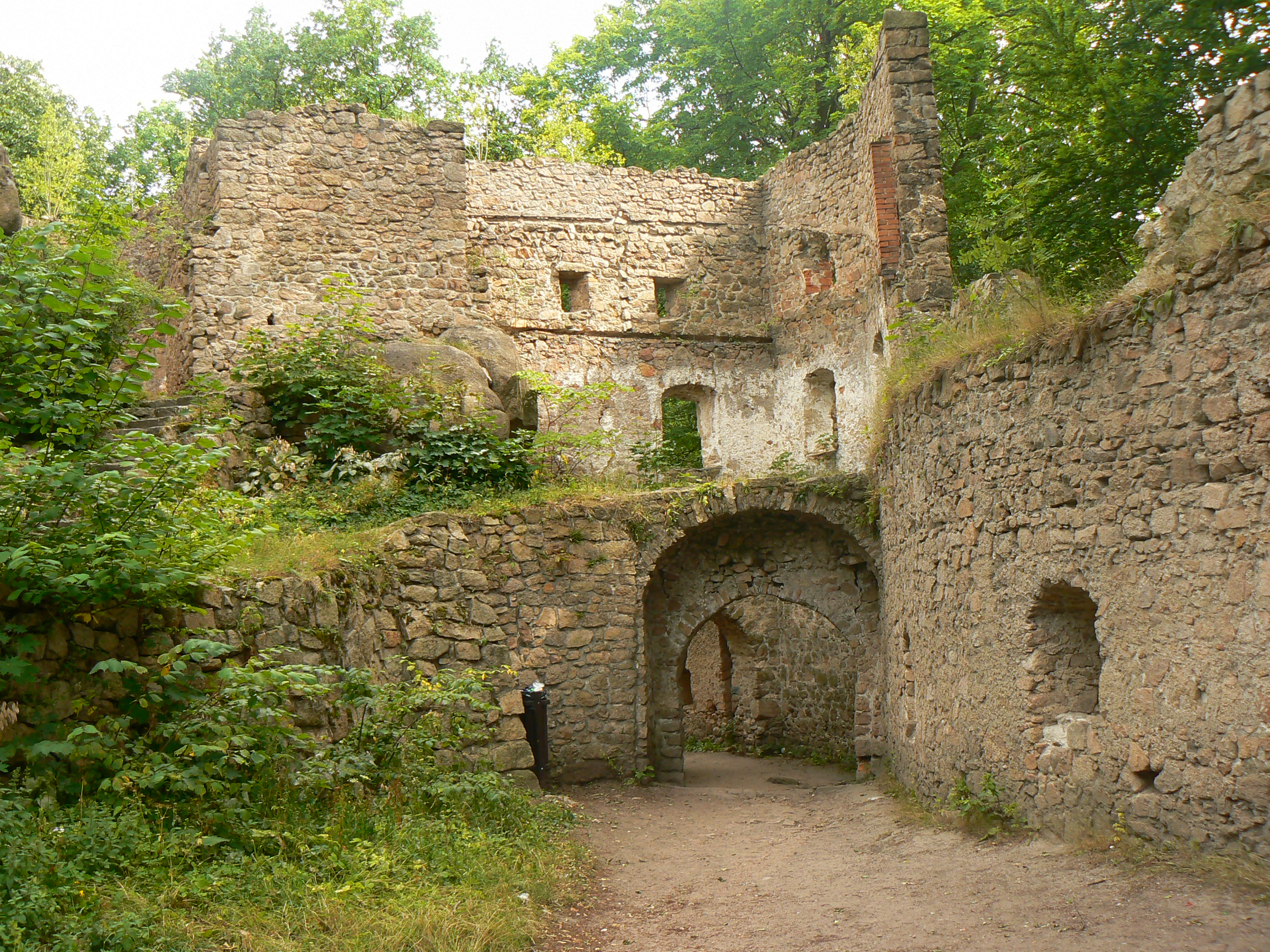
Kastel Bolczów
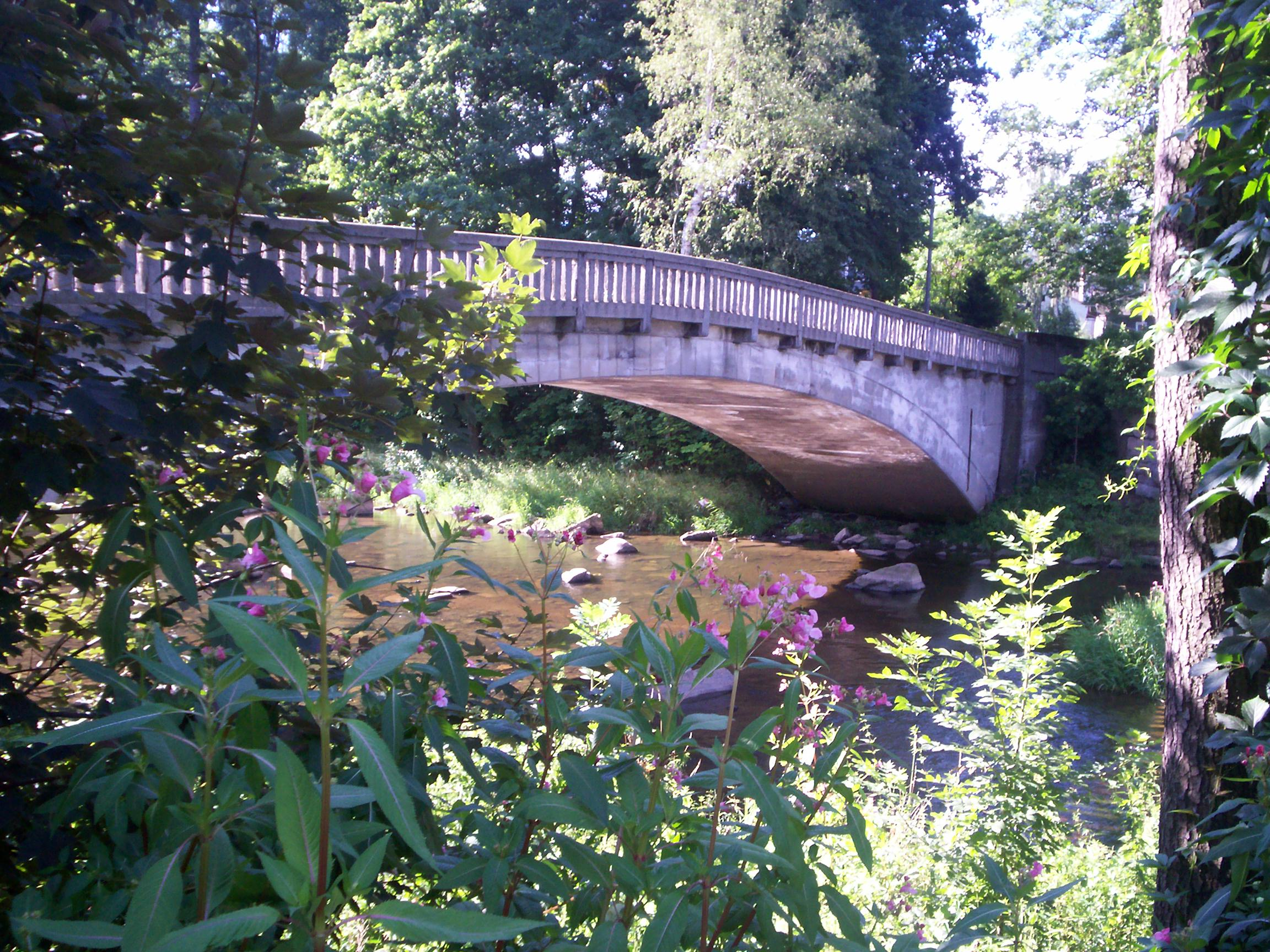
Barokke stenen brug over de Beaver
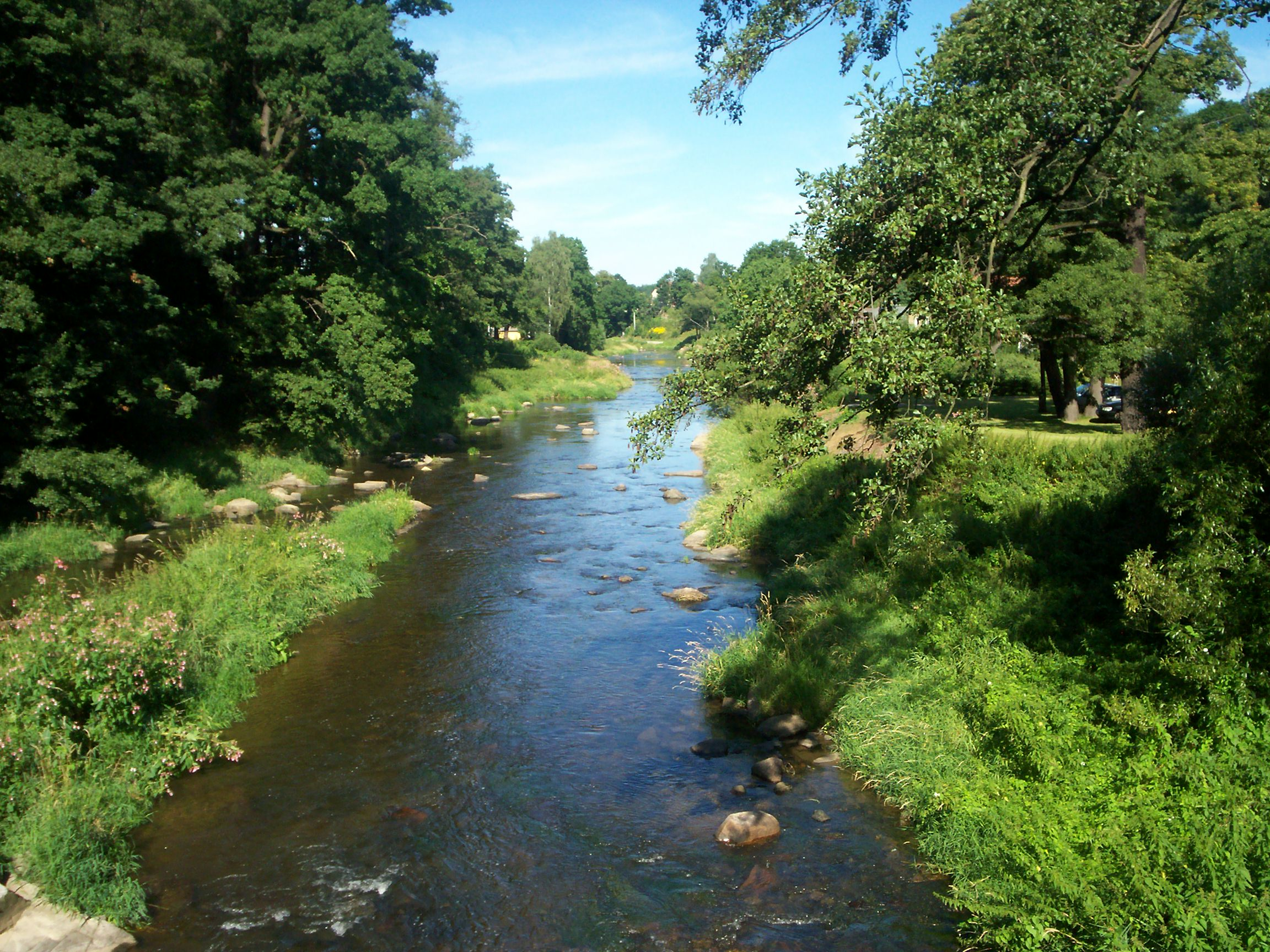
Beaver in de Janowice Wielkie
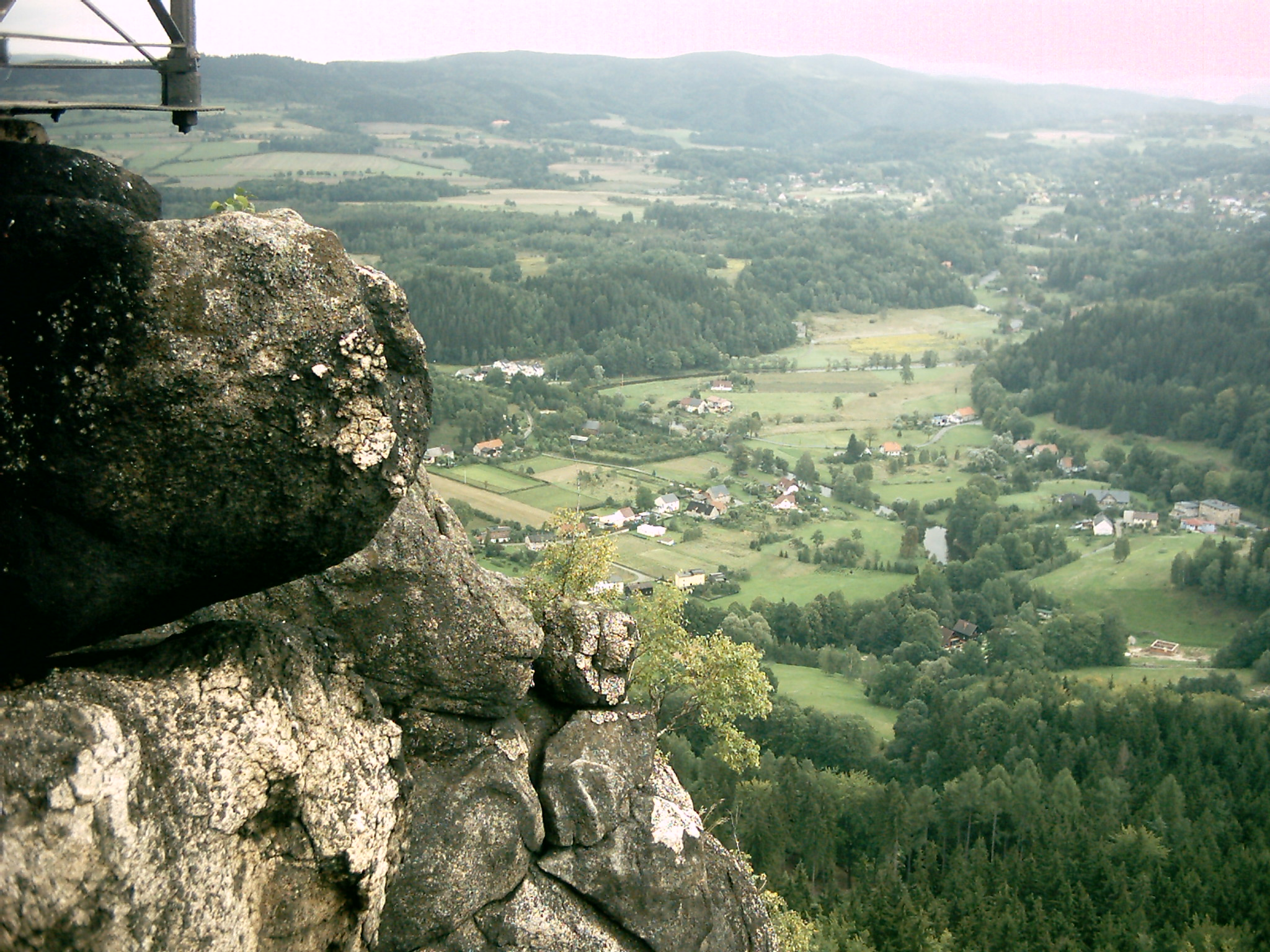
Panorama van de Janowice Wielkie - berg Sokolik